# Phaeostigma (Aegeoraphidia) raddai
Phaeostigma (Aegeoraphidia) raddai is een kameelhalsvliegensoort uit de familie van de Raphidiidae. De soort komt voor in Griekenland en Turkije.
Phaeostigma (Aegeoraphidia) raddai werd voor het eerst wetenschappelijk beschreven door U. Aspöck & H. Aspöck in 1970.